# Саут-Бетані (Делавер)
Саут-Бетані (англ. South Bethany) — місто (англ. town) в окрузі Сассекс штату Делавер США. Населення — 451 особа (2020).

## Географія
Саут-Бетані розташований за координатами 38°30′59″ пн. ш. 75°3′29″ зх. д. / 38.51639° пн. ш. 75.05806° зх. д. (38.516488, -75.058093).  За даними Бюро перепису населення США в 2010 році місто мало площу 1,39 км², з яких 1,33 км² — суходіл та 0,05 км² — водойми.

## Демографія
Згідно з переписом 2010 року, у місті мешкало 449 осіб у 247 домогосподарствах у складі 156 родин. Густота населення становила 324 особи/км².  Було 1297 помешкань (936/км²).
Расовий склад населення:
| - 98,4 % — білих - 0,2 % — корінних американців - 0,4 % — осіб інших рас |

Частка іспаномовних становила 1,1 % від усіх жителів.
За віковим діапазоном населення розподілялося таким чином: 4,9 % — особи молодші 18 років, 44,8 % — особи у віці 18—64 років, 50,3 % — особи у віці 65 років та старші. Медіана віку мешканця становила 65,1 року. На 100 осіб жіночої статі у місті припадало 98,7 чоловіків;  на 100 жінок у віці від 18 років та старших — 98,6 чоловіків також старших 18 років.
Середній дохід на одне домашнє господарство  становив 96 242 долари США (медіана — 72 778), а середній дохід на одну сім'ю — 128 749 доларів (медіана — 102 750). За межею бідності перебувало 7,1 % осіб, у тому числі 0,0 % дітей у віці до 18 років та 4,6 % осіб у віці 65 років та старших.
Цивільне працевлаштоване населення становило 119 осіб. Основні галузі зайнятості: освіта, охорона здоров'я та соціальна допомога — 21,8 %, науковці, спеціалісти, менеджери — 20,2 %, мистецтво, розваги та відпочинок — 12,6 %, фінанси, страхування та нерухомість — 11,8 %.